# 3. ŽNL Osječko-baranjska NS Donji Miholjac 2015./16.
Prvenstvo se igralo trokružno. Ligu je osvojila NK Mladost Golinci i time se kvalificirala u 2. ŽNL Osječko-baranjsku NS Valpovo – Donji Miholjac.

## Tablica
| Mj. | Klub                            | Sus. | Pobj. | Ner. | Por. | GR.   | Bod. |
| --- | ------------------------------- | ---- | ----- | ---- | ---- | ----- | ---- |
| 1.  | NK Mladost Golinci              | 21   | 16    | 2    | 3    | 96:33 | 50   |
| 2.  | NK Viktorija Lacići             | 21   | 14    | 4    | 3    | 66:23 | 46   |
| 3.  | NK Beničanci                    | 21   | 12    | 2    | 7    | 48:34 | 38   |
| 4.  | ŠNK Ivanovo                     | 21   | 12    | 2    | 7    | 37:40 | 38   |
| 5.  | NK Slavonija Podgajci Podravski | 21   | 7     | 2    | 12   | 41:53 | 23   |
| 6.  | NK Bočkinci                     | 21   | 6     | 4    | 11   | 42:59 | 22   |
| 7.  | NK Sveti Đurađ                  | 21   | 4     | 2    | 15   | 24:60 | 14   |
| 8.  | NK Kapelna                      | 21   | 3     | 2    | 16   | 22:74 | 11   |

## Rezultati
| NK Bočkinci - NK Beničanci 1:1 ŠNK Ivanovo - NK Sveti Đurađ 2:1 NK Slavonija Podgajci Podravski - NK Kapelna 6:0 NK Viktorija Lacići - NK Mladost Golinci 4:1 | NK Viktorija Lacići - NK Slavonija Podgajci Podravski 0:0 NK Kapelna - ŠNK Ivanovo 0:1 NK Sveti Đurađ - NK Bočkinci 1:1 NK Mladost Golinci - NK Beničanci 1:2   | ŠNK Ivanovo - NK Viktorija Lacići 2:5 NK Bočkinci - NK Kapelna 3:1 NK Beničanci - NK Sveti Đurađ 1:2 NK Slavonija Podgajci Podravski - NK Mladost Golinci 1:1 |
| NK Viktorija Lacići - NK Bočkinci 4:2 NK Slavonija Podgajci Podravski - ŠNK Ivanovo 0:2 NK Kapelna - NK Beničanci 0:1 NK Mladost Golinci - NK Sveti Đurađ 5:3 | NK Beničanci - NK Viktorija Lacići 3:2 NK Bočkinci - NK Slavonija Podgajci Podravski 2:1 NK Sveti Đurađ - NK Kapelna 4:1 ŠNK Ivanovo - NK Mladost Golinci 0:3   | NK Viktorija Lacići - NK Sveti Đurađ 1:0 NK Slavonija Podgajci Podravski - NK Beničanci 1:2 ŠNK Ivanovo - NK Bočkinci 3:2 NK Mladost Golinci - NK Kapelna 8:1 |
| NK Kapelna - NK Viktorija Lacići 0:5 NK Sveti Đurađ - NK Slavonija Podgajci Podravski 0:1 NK Beničanci - ŠNK Ivanovo 0:1 NK Bočkinci - NK Mladost Golinci 1:3 | NK Beničanci - NK Bočkinci 3:0 NK Sveti Đurađ - ŠNK Ivanovo 3:0 NK Kapelna - NK Slavonija Podgajci Podravski 0:3 NK Mladost Golinci - NK Viktorija Lacići 4:3   | NK Slavonija Podgajci Podravski - NK Viktorija Lacići 0:3 ŠNK Ivanovo - NK Kapelna 2:0 NK Bočkinci - NK Sveti Đurađ 1:1 NK Beničanci - NK Mladost Golinci 4:4 |
| NK Viktorija Lacići - ŠNK Ivanovo 4:1 NK Kapelna - NK Bočkinci 3:5 NK Sveti Đurađ - NK Beničanci 1:0 NK Mladost Golinci - NK Slavonija Podgajci Podravski 9:0 | NK Bočkinci - NK Viktorija Lacići 1:1 ŠNK Ivanovo - NK Slavonija Podgajci Podravski 2:1 NK Beničanci - NK Kapelna 3:1 NK Sveti Đurađ - NK Mladost Golinci 0:4   | NK Viktorija Lacići - NK Beničanci 3:2 NK Slavonija Podgajci Podravski - NK Bočkinci 5:0 NK Kapelna - NK Sveti Đurađ 2:1 NK Mladost Golinci - ŠNK Ivanovo 5:1 |
| NK Sveti Đurađ - NK Viktorija Lacići 0:4 NK Beničanci - NK Slavonija Podgajci Podravski 3:2 NK Bočkinci - ŠNK Ivanovo 1:6 NK Kapelna - NK Mladost Golinci 1:3 | NK Viktorija Lacići - NK Kapelna 3:0 NK Slavonija Podgajci Podravski - NK Sveti Đurađ 3:1 ŠNK Ivanovo - NK Beničanci 3:2 NK Mladost Golinci - NK Bočkinci 8:0   | NK Bočkinci – NK Beničanci 2:3 ŠNK Ivanovo – NK Sveti Đurađ 2:1 NK Slavonija Podgajci Podravski – NK Kapelna 6:2 NK Viktorija Lacići – NK Mladost Golinci 2:0 |
| NK Sveti Đurađ – NK Bočkinci 0:3 NK Kapelna – ŠNK Ivanovo 1:1 NK Mladost Golinci – NK Beničanci 3:1 NK Viktorija Lacići – NK Slavonija Podgajci Podravski 3:0 | ŠNK Ivanovo – NK Viktorija Lacići 0:0 NK Bočkinci – NK Kapelna 4:0 NK Slavonija Podgajci Podravski – NK Mladost Golinci 4:8 NK Beničanci – NK Sveti Đurađ 4:0   | NK Kapelna – NK Beničanci 2:1 NK Viktorija Lacići – NK Bočkinci 3:1 NK Mladost Golinci – NK Sveti Đurađ 6:1 NK Slavonija Podgajci Podravski – ŠNK Ivanovo 1:3 |
| NK Bočkinci – NK Slavonija Podgajci Podravski 5:1 NK Beničanci – NK Viktorija Lacići 3:2 ŠNK Ivanovo – NK Mladost Golinci 0:4 NK Sveti Đurađ – NK Kapelna 2:5 | NK Mladost Golinci – NK Kapelna 10:0 NK Viktorija Lacići – NK Sveti Đurađ 12:1 NK Slavonija Podgajci Podravski – NK Beničanci 3:6 ŠNK Ivanovo – NK Bočkinci 5:3 | NK Bočkinci – NK Mladost Golinci 4:6 NK Beničanci – ŠNK Ivanovo 3:0 NK Sveti Đurađ – NK Slavonija Podgajci Podravski 1:2 NK Kapelna – NK Viktorija Lacići 2:2 |